# A97 road
Die A97 ist eine Fernstraße in Schottland. Sie beginnt am Südrand von Banff und endet an der A93 in Dinnet.

## Verlauf
Am Südrand von Banff zweigt die A97 von der A98 ab. Sie verläuft zunächst in südwestlicher Richtung durch eine dünnbesiedelte Region von Aberdeenshire. Nach rund 13 km erreicht sie mit Aberchirder die erste nennenswerte Ortschaft. Weiter südlich quert die A97 dann den Deveron, dessen Lauf sie auf den ersten Kilometern gefolgt war. Weiter in südwestlicher Richtung erreicht sie schließlich die A96 und wird ein kurzes Stück gemeinsam mit dieser geführt. Sie verläuft durch das Zentrum von Huntly und folgt dann in südlicher Richtung dem Lauf des Bogie, den sie jenseits von Rhynie quert. Bei Glenkindie beschreibt die A97 dem Lauf des Don folgend eine weite Schleife und quert diesen schließlich. Von dort an in südsüdöstlicher Richtung verlaufend passiert die Straße noch wenige Weiler, bevor sie schließlich in Dinnet nach insgesamt 91 km in die A93 einmündet. Mit Ausnahme eines kurzen Stückes jenseits der Querung des Deveron, das durch Moray führt, verläuft die A97 ausschließlich in Aberdeenshire.

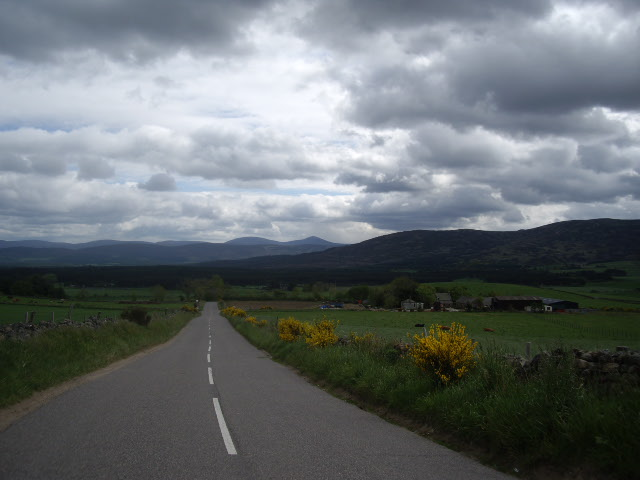
Strecke nach Logie Coldstone
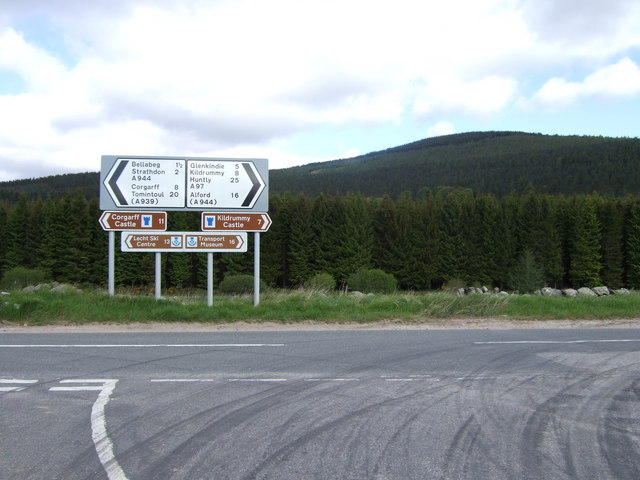
Einmündung der A944
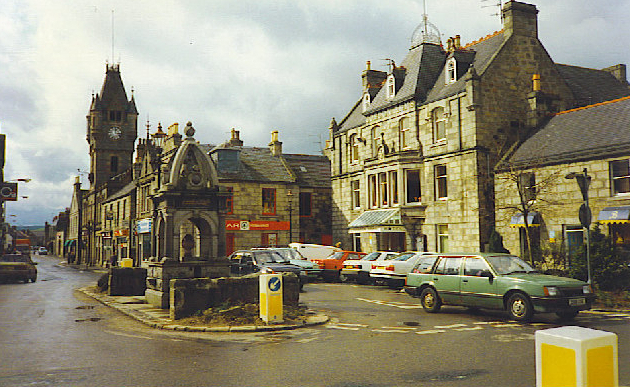
Gordon Square in Huntly